# Tesla Cyberquad
Tesla Cyberquad — електричний квадроцикл, що вироблятиме Tesla Inc. Вперше оприлюднив Ілон Маск у листопаді 2019 року в Готорні як «іще дещо» під час презентації пікапа Cybertruck виробництва тієї самої компанії. Буде двомісним; його зможуть заряджати в тому числі від пікапа, а також перевозити в його кузові. Їхній дизайн виконали в одному стилі — кіберпанк.